# 阿尔吉斯
阿尔吉斯，是西班牙阿拉贡自治区韦斯卡省的一个市镇。总面积63平方公里，总人口67人（2001年），人口密度1人/平方公里。